# Nemesgörzsöny
Nemesgörzsöny là một thị trấn thuộc hạt Veszprém, Hungary. Thị trấn này có diện tích 19,25 km², dân số năm 2010 là 705 người, mật độ 37 người/km².